# Euphaea
Euphaea – rodzaj ważek z rodziny Euphaeidae.

## Podział systematyczny
Do rodzaju należą następujące gatunki:

- Euphaea ameeka van Tol & Norma-Rashid, 1995
- Euphaea amphicyana Ris, 1930
- Euphaea aspasia Selys, 1853
- Euphaea basalis (Laidlaw, 1915)
- Euphaea bocki McLachlan, 1880
- Euphaea cardinalis (Fraser, 1924)
- Euphaea cora Ris, 1930
- Euphaea cyanopogon Hämäläinen, Kosterin & Kompier, 2019
- Euphaea decorata Hagen in Selys, 1853
- Euphaea dispar Rambur, 1842
- Euphaea formosa Hagen in Selys, 1869
- Euphaea fraseri (Laidlaw, 1920)
- Euphaea guerini Rambur, 1842
- Euphaea hirta Hämäläinen & Karube, 2001
- Euphaea impar Selys, 1859
- Euphaea inouei Asahina, 1977
- Euphaea lara Krüger, 1898
- Euphaea masoni Selys, 1879
- Euphaea modigliani Selys, 1898
- Euphaea ochracea Selys, 1859
- Euphaea opaca Selys, 1853
- Euphaea ornata (Campion, 1924)
- Euphaea pahyapi Hämäläinen, 1985
- Euphaea pseudodispar Sadasivan & Bhakare, 2021
- Euphaea refulgens Hagen in Selys, 1853
- Euphaea sanguinea Kompier, Hayashi in Phan, Kompier, Karube & Hayashi, 2018
- Euphaea saola Phan, Hayashi in Phan, Kompier, Karube & Hayashi, 2018
- Euphaea splendens Hagen in Selys, 1853
- Euphaea subcostalis Selys, 1873
- Euphaea subnodalis (Laidlaw, 1915)
- Euphaea superba Kimmins, 1936
- Euphaea thosegharensis Sadasivan & Bhakare, 2021
- Euphaea tricolor Selys, 1859
- Euphaea variegata Rambur, 1842
- Euphaea wayanadensis Anooj, Susanth & Sadasivan, 2025
- Euphaea yayeyamana Matsmura in Oguma, 1913